# Nikolaus Webern
Nikolaus Kainzinger-Webern (* 1982 in Leoben, Österreich) ist ein österreichischer Bühnenbildner.

## Werdegang
2006 absolvierte Webern ein Diplomstudium in der Meisterklasse für Szenografie bei Erich Wonder an der Akademie der bildenden Künste in Wien.
Zuerst war er als Assistent u. a. von Es Devlin, Alexander Dodge und Steffen Aarfing an Theatern in Europa und den USA tätig. Von 2007 bis 2009 war er Ausstattungsassistent am Schauspielhaus Bochum.
Seit 2010 arbeitet er als freischaffender Bühnen- und Kostümbildner. Seine Produktionen führten ihn u. a. an das Staatstheater Karlsruhe, das Saarländische Staatstheater Saarbrücken, die Bregenzer Festspiele, das Theater an der Wien, das Theater Regensburg, das Verdi Festival Parma (Italien), die Hamburgische Staatsoper, das Theater Dortmund, die Neue Oper Wien, das Theater St. Gallen (Schweiz), die Volksoper Wien, an die Komische Oper Berlin, an das Opernhaus Zürich und an das Teatro San Carlo.

## Auszeichnungen und Nominierungen
- 2008 wurde er für den Offenbacher Löwen der hessischen Theaterakademie für sein Konzept zu William Shakespeares „Hamlet“ nominiert.

- 2011 gewann Webern den ring.award off im Rahmen des internationalen Wettbewerbs für Regie und Bühnengestaltung in Graz für „Gefangen in der Realität“, eine Bearbeitung von Johann Strauß’ „Die Fledermaus“.

- 2020 wurde er für den Österreichischen Musiktheaterpreis in der Kategorie "Beste Ausstattung" für "Onegin" bei den Bregenzer Festspielen nominiert.

## Presse (Auswahl)
- Kleine Zeitung: "Ein stiller Ideensprüher", 26. Februar 2014
- Kleine Zeitung: "Bruchlos bekelmmend", 1. März 2014
- Die Presse: "Orest im Bahnhof", 29. Oktober 2014
- Süddeutsche Zeitung: "Roboter am Werk", 4. November 2016
- ORF.at: "Staatsoperette: Heimeligkeit zum Gruseln und Grausen", 3. August 2016
- Kleine Zeitung: "Gelungene Hochzeit des Figaro im Bregenzer Opernstudio", 15. August 2017
- ORF.at: "Fliegende Karten, tanzende Türen und mordlustige Insekten", 21. August 2017
- Tages-Anzeiger: "Früher war alles besser. Nur die Schuhe nicht", 16. Mai 2019
- Bernd Künzig: Ein Opernereignis erster Güte: „Rusalka“ von Antonín Dvořák am Theater Freiburg. 13. März 2023